# Алексеев, Александр Варфоломеевич
Алекса́ндр Варфоломе́евич Алексе́ев (XVII век) — дьяк Русского царства при царях Алексее Михайловиче и Фёдоре Алексеевиче. 

## Биография
Ранняя биография неизвестна. Сын дьяка Варфоломея Алексеева. Впервые упоминается 16 июля 1658 года как дьяк в Гродно. С марта 1659 по март 1663 год — дьяк в Смоленске. С 1675 по 1676 годы — дьяк Московского Судного приказа. С марта 1676 по март 1679 годов — дьяк Поместного приказа. В октябре 1677 года занимался в Московском уезде межеванием вотчин Богдана Матвеевича Хитрово и Михаила Ивановича Морозова совместно с дьяком Иваном Казариновым. В мае 1679 года был отправлен в Киев на службу к князю Михаилу Черкасскому. В 1679—1680 годах — дьяк в Казани.